# Lourdes (São Paulo)
Lourdes é um município brasileiro, localizado no interior do estado de São Paulo. Sua população estimada pelo IBGE em 2024 era de 1.968 habitantes. É conhecida como "A capital da amizade" devido seus moradores hospitaleiros.

## História
O nome da cidade é uma homenagem a uma senhora que se chamava Lourdes, que foi de fato quem doou parte de suas terras, dando origem ao município.
Lourdes, recebeu status de município pela lei estadual de. n.° 7.664 de 31 de dezembro de 1991, com instalação oficial em 5 de março de 1992.

## Geografia
Localiza-se a uma latitude 20º58'01" sul, e a uma longitude 50º13'27" oeste, estando a uma altitude de 403 metros. Possui uma área de 113,8 km².

### Rodovias
- SP-461 - Rodovia Deputado Roberto Rollemberg

## Demografia

### População
| Crescimento populacional                             | Crescimento populacional | Crescimento populacional | Crescimento populacional |
| Ano                                                  | População Total          |                          | %±                       |
| ---------------------------------------------------- | ------------------------ | ------------------------ | ------------------------ |
| 2000                                                 | 2 007                    |                          | —                        |
| 2010                                                 | 2 128                    |                          | 6,0%                     |
| 2022                                                 | 1 950                    |                          | −8,4%                    |
| Est. 2024                                            | 1 968                    | [ 6 ]                    | 0,9%                     |
| Fontes: Censos Demográficos IBGE e Estimativas SEADE |                          |                          |                          |

### Dados demográficos
Dados do Censo - 2010
População Total: 2.128
População estimada (2018): 2.278
- Homens: 1.107
- Mulheres: 1.021

Densidade demográfica (hab./km²): 18,71
Estabelecimentos de Saúde SUS: 1 estabelecimento
Área da unidade territorial: 113,743 km²
Mortalidade infantil [2014]: 0 óbitos por mil nascidos vivos
Expectativa de vida (anos): 68,04
Taxa de escolarização de 6 a 14 anos de idade: 98.4%
Taxa de Alfabetização: 1.802 alfabetizados e 326 analfabetos
Índice de Desenvolvimento Humano (IDH-M): 0,742
- IDH-M Renda: 0,697
- IDH-M Longevidade: 0,816
- IDH-M Educação: 0,717

(Fonte: IBGE)

## Política e administração
- Prefeita: Gisele Tonchis  (2017/2020)
- Vice-prefeito: Nilton Porfirio (2017/2020)
- Presidente da câmara: Lindomar Santos (2019/2020)

## Infraestrutura

### Comunicações
O sistema de telefones automáticos, assim como o sistema de discagem direta à distância (DDD) com o código de área (0186), foram implantados pela Telecomunicações de São Paulo (TELESP).
Na década de 90 o código DDD da cidade foi alterado para (018), para padronização do sistema telefônico com a telefonia celular que estava sendo implantada em todo o estado.

## Cultura e lazer

### Carnaval
- KondZilla Lourdes-SP
- Skolachados
- Turma do Chapo
- Os Quebrados
- Galizé da Madrugada
- Turma dos Setores da Prefeitura

### Festas Religiosas
- Festa de Reis no Bairro Pereirão (sendo umas das maiores do gênero no Brasil).

## Religião
No Censo 2010, foram avaliadas as religiões, distribuídos em religião católica apostólica romana, espírita e evangélicas.
• Católica Apostólica Romana: 67.8% (população de 1.418)
• Evangélica: 35% (população de 457)
• Espírita: 11% (população de 216)
O Cristianismo se faz presente na cidade da seguinte forma:

### Igreja Católica
- A igreja faz parte da Diocese de Votuporanga.[14]

### Igrejas Evangélicas
- Assembleia de Deus Ministério do Belém.[15][16]
- Congregação Cristã no Brasil.[17]